# Золотий Потік I (гміна)
Гмі́на Золо́тий По́тік I — сільська гміна у Бучацькому повіті Тернопільського воєводства Другої Речі Посполитої. Адміністративним центром гміни був Золотий Потік.
Гміна утворена 1 серпня 1934 року в рамках реформи на підставі нового закону про самоуправління (23 березня 1933 року) на основі давнішої гміни Золотий Потік.
Площа гміни — 20,30 км².
Кількість житлових будинків — 642.
Кількість мешканців — 3563
Гміна ліквідована 17 січня 1940 року із включенням містечка до новоствореного Золотопотіцького району.